# Giro dell'Appennino 2002
Il Giro dell'Appennino 2002, sessantatreesima edizione della corsa, si svolse il 1º maggio 2002, su un percorso di 200 km. La vittoria fu appannaggio dell'italiano Giuliano Figueras, che completò il percorso in 4h52'20", precedendo il kazako Aleksandr Šefer e il russo Faat Zakirov.
I corridori che partirono furono 113, mentre coloro che tagliarono il traguardo di Pontedecimo furono 52.

## Ordine d'arrivo (Top 10)
| Pos. | Corridore            | Squadra                      | Tempo    |
| ---- | -------------------- | ---------------------------- | -------- |
| 1    | Giuliano Figueras    | Ceramiche Panaria-Fiordo     | 4h52'20" |
| 2    | Aleksandr Šefer      | Alessio-Bianchi              | s.t.     |
| 3    | Faat Zakirov         | Ceramiche Panaria-Fiordo     | a 6"     |
| 4    | Uroš Murn            | Mobilvetta-Formaggi Trentini | a 1'02"  |
| 5    | Gerhard Trampusch    | Mapei-Quick Step             | s.t.     |
| 6    | Massimiliano Gentili | Acqua & Sapone-Cantina Tollo | s.t.     |
| 7    | Tadej Valjavec       | Fassa Bortolo                | s.t.     |
| 8    | Fausto Dotti         | Cage Maglierie-Olmo          | s.t.     |
| 9    | Luca Mazzanti        | Mercatone Uno                | s.t.     |
| 10   | Laurent Dufaux       | Alessio-Bianchi              | s.t.     |